# Uraria campanulata
Uraria campanulata är en ärtväxtart som först beskrevs av George Bentham, och fick sitt nu gällande namn av François Gagnepain. Uraria campanulata ingår i släktet Uraria och familjen ärtväxter. Inga underarter finns listade i Catalogue of Life.